# 3446 Combes
A 3446 Combes (ideiglenes jelöléssel 1942 EB) a Naprendszer kisbolygóövében található aszteroida. Karl Wilhelm Reinmuth fedezte fel 1942. március 12-én.